# Szilvásváradi Erdei Vasút
A Szilvásváradi Erdei Vasút menetrend szerint közlekedik Szalajkavölgy-Fatelep és a Fátyol-vízesés között, a Bükk-vidék központi részén, 760 mm nyomtávolságú, 4,5 km hosszú, egyvágányú, nem villamosított vonalon. A kisvasút napja október második szombatja, üzemeltetője az Egererdő Zrt.

A vasúton éves szinten több mint 200 000 utazás történik, így a magyar kisvasutak közül igen előkelő helyen áll. Egy 2014-es országos felmérés szerint a budapesti Gyermekvasút és a Lillafüredi Állami Erdei Vasút után a szilvásváradi a harmadik legforgalmasabb.

## Története

### Építése
A kisvasút építése 1908-ban kezdődött Wessely Károly erdőbirtokain a rönkszállítás céljából, egy időben a közeli Nagyvisnyói Állami Erdei Vasúttal.
A nagy szintkülönbség miatt a vasút két szakaszban épült. A 760 mm nyomtávolságú Szilvásvárad – Tótfalusi-völgy vonalon gőzvontatással, a 600 mm nyomközű vasút a Bükk-fennsíkon lóvontatással üzemelt. A kettőt facsúszdával, később siklóval kötötték össze. A vasút felső szakasza 850 méter tengerszint feletti magasságon létesült. Már az építéskor alapvető szempont volt a környezettel való harmónia megteremtése, így a vasutat gondosan úgy alakították ki, hogy sehol se álljon a víz útjába. A teljes szakaszon 353 darab áteresz létesült a kisebb patakok, árkok szabad folyására.
A kisvasutat a nagyvasúttal, az Eger–Putnok-vasútvonallal egy normál nyomtávolságú iparvágány kötötte össze. Ez a vágány Szalajka-Fatelepig vezetett. 2003-ig használták faanyag szállításokra. Nyomvonalán ma az Állami Ménesbirtok Bemutató Telepe és a Szilvásváradi Lovas Stadion közötti, a lovak áthajtására alkalmas zárt út van.

### A teherszállítás időszaka és céljai
A keskeny nyomközű vasút kizárólag gazdasági céllal épült, a személyszállítás egészen a XX. század második feléig nem is volt jelen a profiljában. A trianoni tragédia után a Bükk faállománya felértékelődött, így az itteni fakitermelés aránya megnőtt, amely a vasútnak kiemelkedő forgalmat generált. Ez egyrészt virágzást, másrészt a járműállomány fejlesztésének szükségességét vonta maga után. Két erős gőzmozdony jelent meg a vasúton: Eleonóra és Csillag. (Az Eleonóra gőzös egyes alkatrész maradványai az Erdei Múzeumban megtekinthetők, ahol betekintés kínálkozik a vasútüzem történetébe is.)  A bámulatos kivitelezési remekmű, a siklópálya 1921-ben épült meg, hogy vasúti összeköttetést képezzen a bükk-fennsíki és az alsó vasúti szakasszal. A Kukucsó-völgyben haladó vonal másik különlegessége a csúcsfordító, amelyre a nagy tengerszint változás és a kis terület miatt volt szükség.

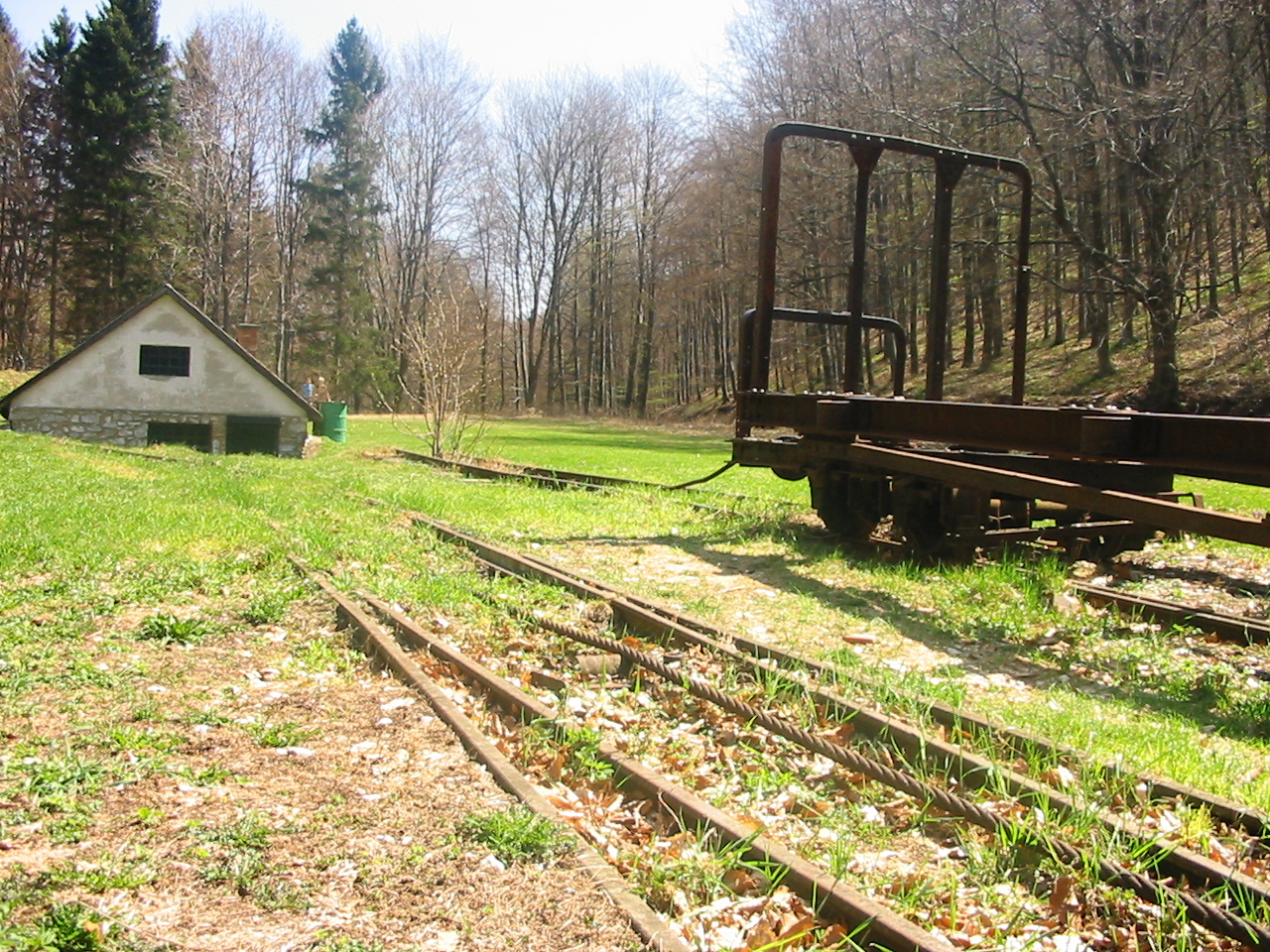
A siklópálya felső része 2003-ban: siklóüzem, összetett vágányrendszer, és egy fahordó vagon

A termelés II. világháború utáni még nagyobb növekedésével egyre több problémát okozott, hogy a Bükk-fennsíkon futó szakasz nyomtávja különbözik a vasút többi részének nyomtávjától. Egyértelmű volt, hogy a kis nyomtávú felső szakaszt alakítják át 600 milliméterről 760 milliméterre, hogy teljes egészében járható legyen ugyanazokkal a járművekkel a pálya. A felső szakasz nyomtávjának növelése révén 1948-ra megszűnt a Siklópályánál korábban szükséges időigényes átrakodási procedúra. Ezzel a fejlesztéssel párhuzamban az erdőgazdaság kiépítette az úthálózatát, amely  révén fokozatosan teherautók vették át a vasút szerepét. A kevésbé környezetbarát, kisebb szállítási képességű teherautók előnye az volt, hogy a kitermelés helyéről nem kellett különösen messzire mozgatni a fát, hiszen a teherautó oda is eljuthatott, ahol nem volt vasút.
A fa mellett a Horotna-völgy felső szakaszán található Mária-bányából termelt vasérc is rakományt jelentett a kisvasútnak, ahol 1953-ban elindult a személyszállítás egyrészt a Fátyol-vízesés irányába, másrészt az Istállós-kő oldalában található Istállós-kői-barlang alá. A személyszállítást megörökíti a Simon Menyhért születése című 1954-es készítésű film, amely téli időszakban mutatja be a vasút ma már nem látható, siklópálya felé tartó szakaszát. (A filmben több jellegzetes ív is látszik, amelyek mai napig őrzik jellegzetes arcukat a vasút híján is.)
A vonalon 1963-ban jelent meg az első dízelmozdony, a mai napig szolgálatban álló keletnémet LOWA L–60-as, amelyet tipikusan tartaléknak használnak, de 2008-ra, a 100 éves jubileumra szépen felújították.

### Leépülés, majd új célok szolgálata

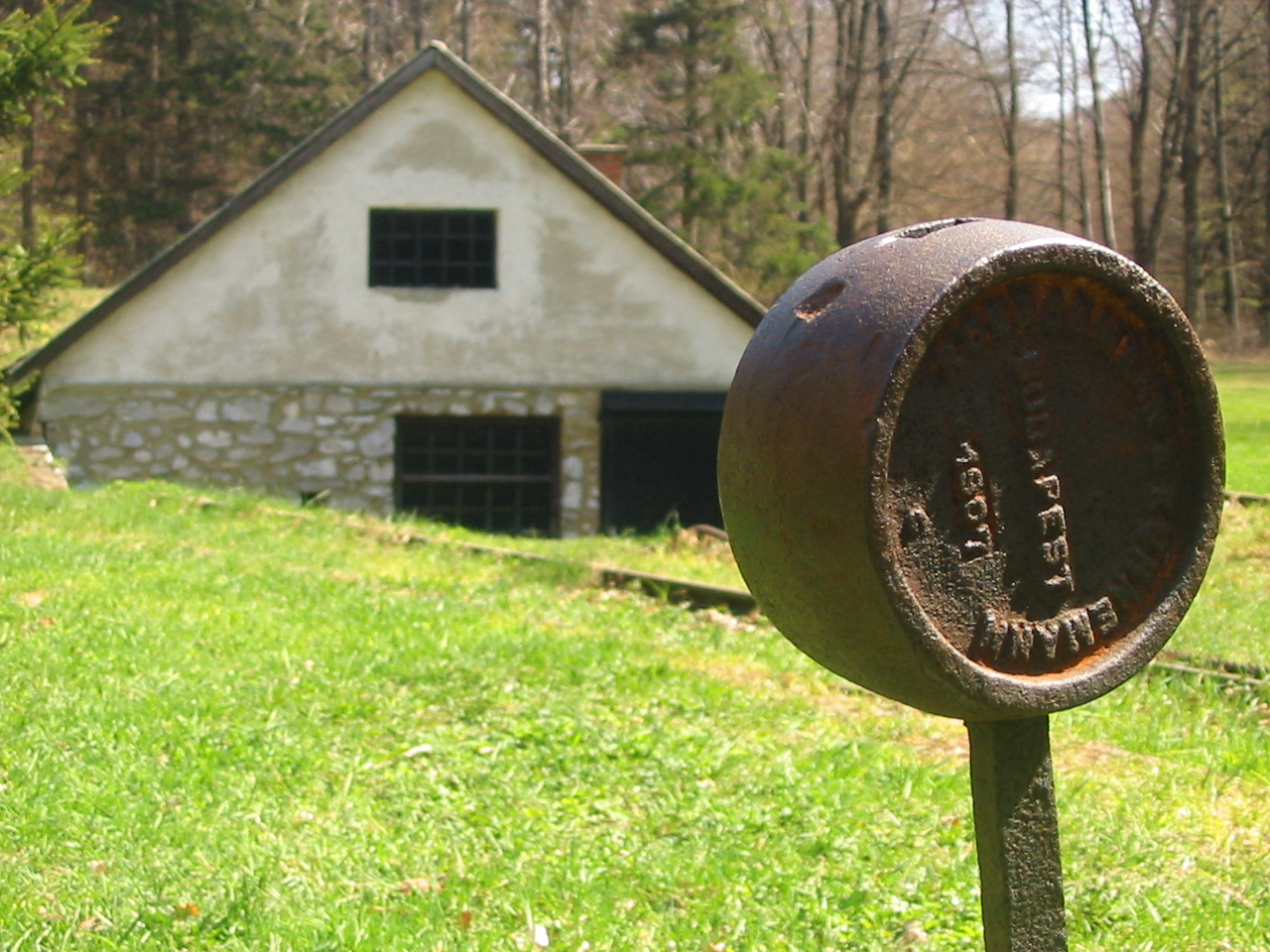
Váltó 1907-ből: alig több maradt meg az ipari kivitelezés remekművéből, a siklópályából

1967-ben egyértelművé vált, hogy a közút nyer a vasúttal szemben, és az egykor 21,6 kilométeres pálya egyre inkább leépült. Az 1970-es években több és több szakaszt bezártak, a teljes felső szakaszt felszedték. Sajnos a pusztítás áldozata lett a siklópálya is, amelynek felvonója és kitérő rendszere ipari műemlékként a mai napig idilli környezetben áll a Bükk-fennsík szélén. A pályát a Horotna-völgyből is teljesen visszabontották, így csak a Fátyol-vízesés fölé, a Gloriette tisztásig jutnak fel a vonatok. A vasút horotna-völgyi vonalának visszaépítése egyébként az ottani tanösvény miatt több alkalommal is szóba került, de sosem valósult meg. Jelenleg a vasút jól érzékelhető nyomvonalán kerékpáros túraút halad. Az 1980-as évek végéig tartott ki a siklópálya aljáig vezető, kukucsó-völgyi szakasz, amelyet azonban 1991-ben szintén teljesen felszedtek. A Szalajka-Halastónál kiágazó szakasz vágányának nyoma a mai napig látszik az itt haladó aszfaltúton. A vasút nyomvonala egyébként több helyen túraút, de a régóta elfeledett vonalakat is szinte tökéletesen őrzi az erdő akár alépítmény maradványok, akár jellegzetes ívek formájában. A siklópálya alsó szakaszáig történő újjáépítés terve is felmerült 2007-ben, de a fejlesztések általában anyagi akadályba ütköznek. Az újjáépítési igények azonban egyértelműen bizonyítják, hogy a leépítési időszakban egyáltalán nem voltak előrelátók, és elképzelhetetlennek hitték, hogy a vasút a gazdasági célokon kívül más célt is szolgálhat.
A Bükki Nemzeti Park egyébként támogatja a vasút fejlesztésének gondolatát, ugyanis az élővilág számára is kedvezőbb a napi néhány vonat a több tucat autóval szemben. A vasút felső szakasza elérte a téli turista célpontot, Bánkút térségét, illetve több fontos védett bükki látnivalót. Tervekből, fejlesztési elképzelésekből nincsen hiány a száz évet megélt vonalon, amelynek fennmaradását biztosítja, hogy az ország egyik legnagyobb forgalmú keskeny nyomközű erdei vasútja.

### 100 év szolgálat
2008. szeptember 27-28-án a Szilvásváradi Erdei Vasút jól megérdemelt pompával ünnepelte fennállása 100. évfordulóját az Eger–Putnok-vasútvonal ünnepségének részeként. Az eseményre egyrészt felújították, ízlésesen lefestették az L–60 típusú mozdonyt, illetve előjött kétéves pihenőjéről Szilvi, a vasút 394,057 pályaszámú gőzmozdonya is, hogy jellegzetes füttyszóval zengje be a Szalajka-völgyet. Az eseményen Pallagi László, a vasutat kezelő Egererdő Zrt. igazgatója, Sós Tamás országgyűlési képviselő, és Barabás Tibor, az OEE vasúti szakosztályának vezetője mondtak beszédet, amelyben összefoglalták a kisvasút helyzetét, lehetőségeit, és méltatták az itt dolgozók áldozatos munkáját. A vasút dolgozói limitált példányszámú emléklapot vehettek át. A Magyar Posta Zrt. az esemény tiszteletére egyrészt elkészített egy alkalmi bélyegzőt, másrészt egyedi, az L–60-ast ábrázoló bélyeggel ellátott képeslapokat is kiadott, amely Dudás László, Munkácsy-díjas bélyegtervező grafikus művész alkotott. (A 70 forint névértékű bélyeg nem került kereskedelmi forgalomba, az csak a helyszínen, a képeslap hátára nyomva volt megvásárolható.) A jubileumi esemény fő pillanata egy fekete alapú márvány emléktábla avatása volt, amely a Szalajka-Fatelep felvételi épületének homlokzatán emlékezik meg a centenáriumról.

### Járművek
Az első mozdony két hajtott tengelyű Hanomag gyártmány volt, 40 lóerős. Az első időszakban más mozdony nem dolgozott a vonalon. Az 1920-as években a növekvő szállítási igények nyomán két nagy teljesítményű gőzös jelent meg, majd az 1960-as években folyamatosan tért hódított a dízelvontatás, amely máig meghatározója a kisvasútnak.

## Járműállomány

### Vontató járművek
Az összes itt érkező mozdonyt használtan vásárolták, többnyire a MÁV kisvasútjáról.
- A menetrend szerinti vonatokat nagyrészt a Magyarországon elterjedt Mk48 típusú dízelmozdonyok, illetve ennek a modernizált hibrid változata továbbítja. Ebből három darab van forgalomban. Két darab hagyományos, dízel-hidraulikus erőátvitelű, pályaszámok szerint Mk48-404 (eredeti pályaszám: Mk48 2037) és Mk48-411 (eredeti pályaszám: Mk48 2005). Ez utóbbi az Egererdő másik kisvasútjáról, Gyöngyösről érkezett. Az Mk48-403 pályaszámú mozdony át lett építve hibrid üzeműre 2012-ben, így a lillafüredi  után ez a második hibrid Mk48-as. Az átépítés előtt szintén Szilvásváradon közlekedett még dízel üzeműként. Az említett három Mk48-ason kívül még van egy üzemképtelen (Mk48 2018), mely a Királyréti Erdei Vasút paphegyi műhelyében van, és felújítás alatt áll, és egy donor (Mk48 2004) mozdony is.
- Egy keletnémet gyártású mozdony, az L–60 típus szintén szokott még közlekedni menetrend szerint vonatokkal, ám jóval ritkábban, mint az Mk-k. Pályaszáma D04-602. Ez igazi ritkaságnak számít, az egész országban csak két ilyen típusú jármű fut, a másik Szobon.
- A vasútnak van egy nosztalgiagőzöse is, a Szilvi nevű gőzmozdony (394 057. 1949-ben gyártották, 1998-ban érkezett Szilvásváradra, 1999-ben állt forgalomba teljes felújítás után. 2005-ben átmenetileg Gyöngyösön teljesített szolgálatot.

| Kép               | Típus             | Összesen itt megfordult | Jelenleg forgalomban | Pályaszámok        | Gyártási év       | Szilvásváradon közlekedik | Megjegyzés                                                                                  |
| Forgalmi járművek | Forgalmi járművek | Forgalmi járművek       | Forgalmi járművek    | Forgalmi járművek  | Forgalmi járművek | Forgalmi járművek         | Forgalmi járművek                                                                           |
| ----------------- | ----------------- | ----------------------- | -------------------- | ------------------ | ----------------- | ------------------------- | ------------------------------------------------------------------------------------------- |
|                   | Mk48              | 6 db                    | 2 db                 | Mk48 404; Mk48 411 | 1961 (64 évesek)  | 1977 óta                  |                                                                                             |
|                   | Mk48 hibrid       | 1 db                    | 1 db                 | Mk48 403           | 2012 (13 éves)    | 2012 óta                  | normál Mk48-ból átépítve                                                                    |
|                   | L–60              | 2 db                    | 1 db                 | D04-602            | 1953 (72 éves)    | 1963 óta                  | Csak ritkán közlekedik, 2008-ra jelentős felújításon esett át a vasút 100. évfordulójára    |
|                   | 394 sorozat       | 2 db                    | 1 db (nosztalgia)    | 394,057            | 1949 (76 éves)    | 1946 - 1947 1998 óta      | 1946 és 1947 között közlekedett egy ugyanilyen típus, a jelenleg itt lévő 1998-ban érkezett |

### Személykocsik
- F03-301..3 Ebből a típusból 3 db közlekedik.
- Ny03-304..10 Ebből a kocsitípusból 7 db közlekedik
- Ba 45 Ez a kocsi ismeretlen helyről került a Nagycenki Széchenyi Múzeumvasútra, innét pedig Szilvásváradra. A gőzvontatású nosztalgiavonatok kocsija. (2006-ban Gyöngyösre szállították, jelenleg nincsen Szilvásváradon)
- F 03-412 Romos állapotban, nem közlekedik.
- F 03-413 Kecskemétről Balatonfenyvesre, innét Szilvásváradra került.
- F 03-414 Kecskemétről került Szilvásváradra.

### Teherkocsik
A vasút egykori teherkocsi állományából - faanyag-, kő- és vízszállító vagonokból - egy kis szabadtéri kiállítás formájában láthatnak bemutatót a látogatók a Szalajka-Fatelep állomáson egy utólagosan tákolt vágányzaton. A felújított teherkocsik szoborként szolgálnak, nem üzemképesek. A kisvasút 2008-ban ünnepelt századik évi fennállására újították fel és mutatták be őket.

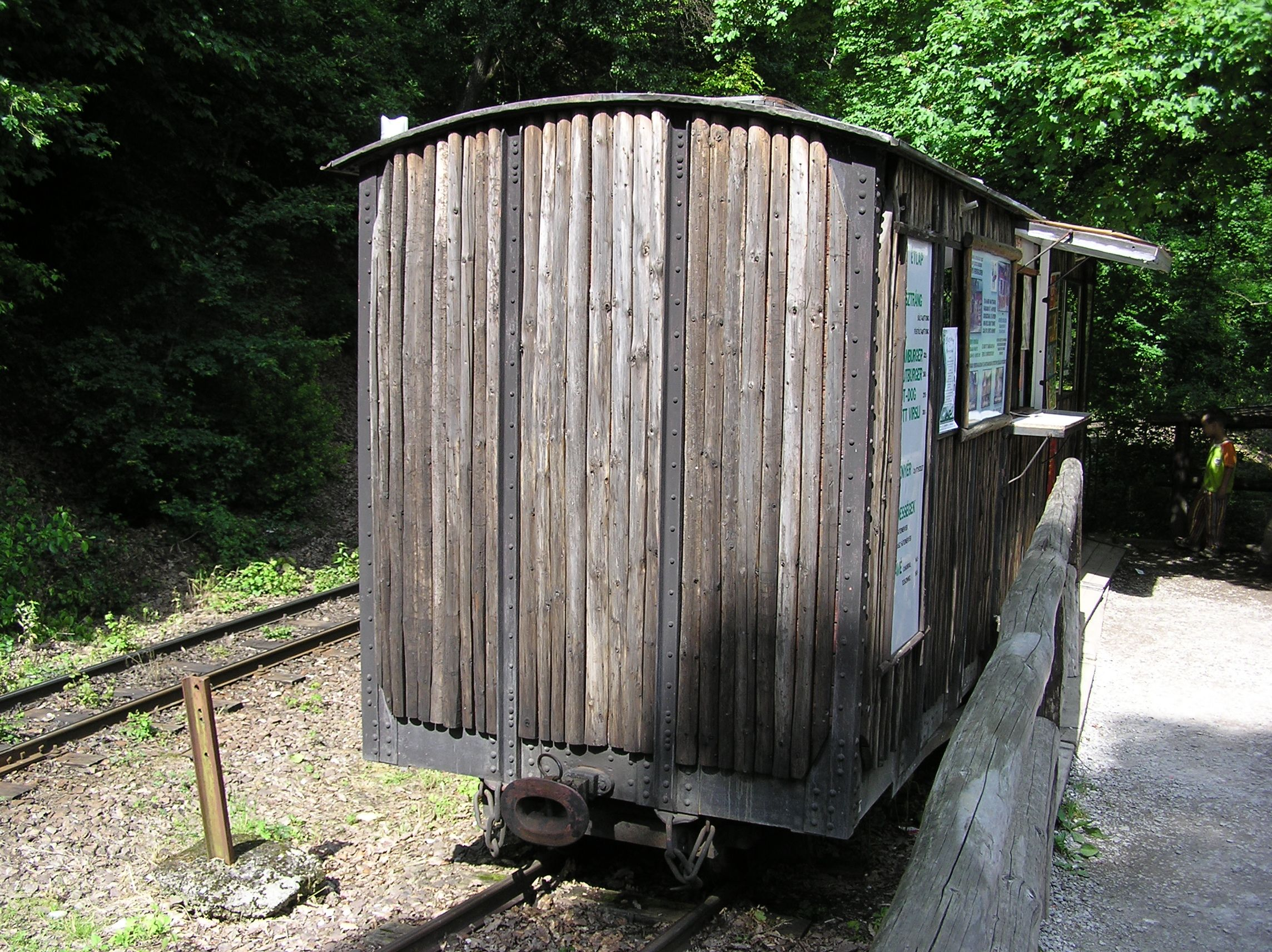
A büfékocsi. Eredetileg Lillafüreden dolgozott teherkocsiként

### Egyéb járművek
A Szilvásváradi Állami Erdei Vasút egyik ötletes kocsija a büfé (pályaszám: K-03-414), amelyet minden reggel az első személyvonat visz fel a Szalajka-Fátyolvízesésig, majd rövid tolatási műveletet követően a végállomáshoz közel elhelyezett kitérővel megközelíthető csonka-vágányra mozgat. A büfé egy régebbi tehervagon alvázára épült fából, nyitható ajtói és lehajtható pultja van. Az áramellátást a büfé működése közben egy aggregátor biztosítja. A büfékocsit este Szalajka-Fatelep állomáson tárolják, és az állomás áramhálózata biztosítja a hűtőszekrények működését. A büfé a Szalajka-Fátyolvízesés állomásra érkezők számára biztosít felfrissülési vagy falatozási lehetőséget.

## Állomások és megállóhelyek
| 323 (Szilvásvárad ↔ Fátyol-vízesés) |                                 |            |                                                  |
| menetidő ↓                          | megállóhely neve                | menetidő ↑ | Nevezetesség                                     |
| 0                                   | Szalajka-Fatelep (Szilvásvárad) | 15         |                                                  |
| 8                                   | Szalajka-Halastó                | 7          |                                                  |
| 16                                  | Szalajka-Fátyol-vízesés         | 0          | Fátyol-vízesés, Szikla forrás, Szabadtéri múzeum |

A vonatok a Szalajka-Fatelep állomásról indulnak. Jegykiadás is itt történik. Ez a vasút amolyan fő állomása két vágánnyal. Az állomás épületben fotók formájában mutatják be a vasút több mint 100 éves történetét. A váróterem ajtajától balra található a 100. évfordulóra kihelyezett emléktábla. Közúton tulajdonképpen csak ez az állomás érhető el, pár perces könnyű sétával a 2506-os út kisvasúti keresztezésétől.
Szalajka-Halastó állomáson a vonatok nem minden esetben állnak meg, csak ha a leszállási szándék jelzésre kerül, vagy ha felszállók várakoznak a megállóhelyen. Jegykiadás az állomástól 30 méterre található Erdei Múzeumban van. A megállóhely kétvágányos, keresztezésre nyílik lehetőség. Az útátjáróban még látszik a vasút felső szakasz kiágazó vágányának már leaszfaltozott helye. A közeli vadaspark mögött haladt az egykori vonal.

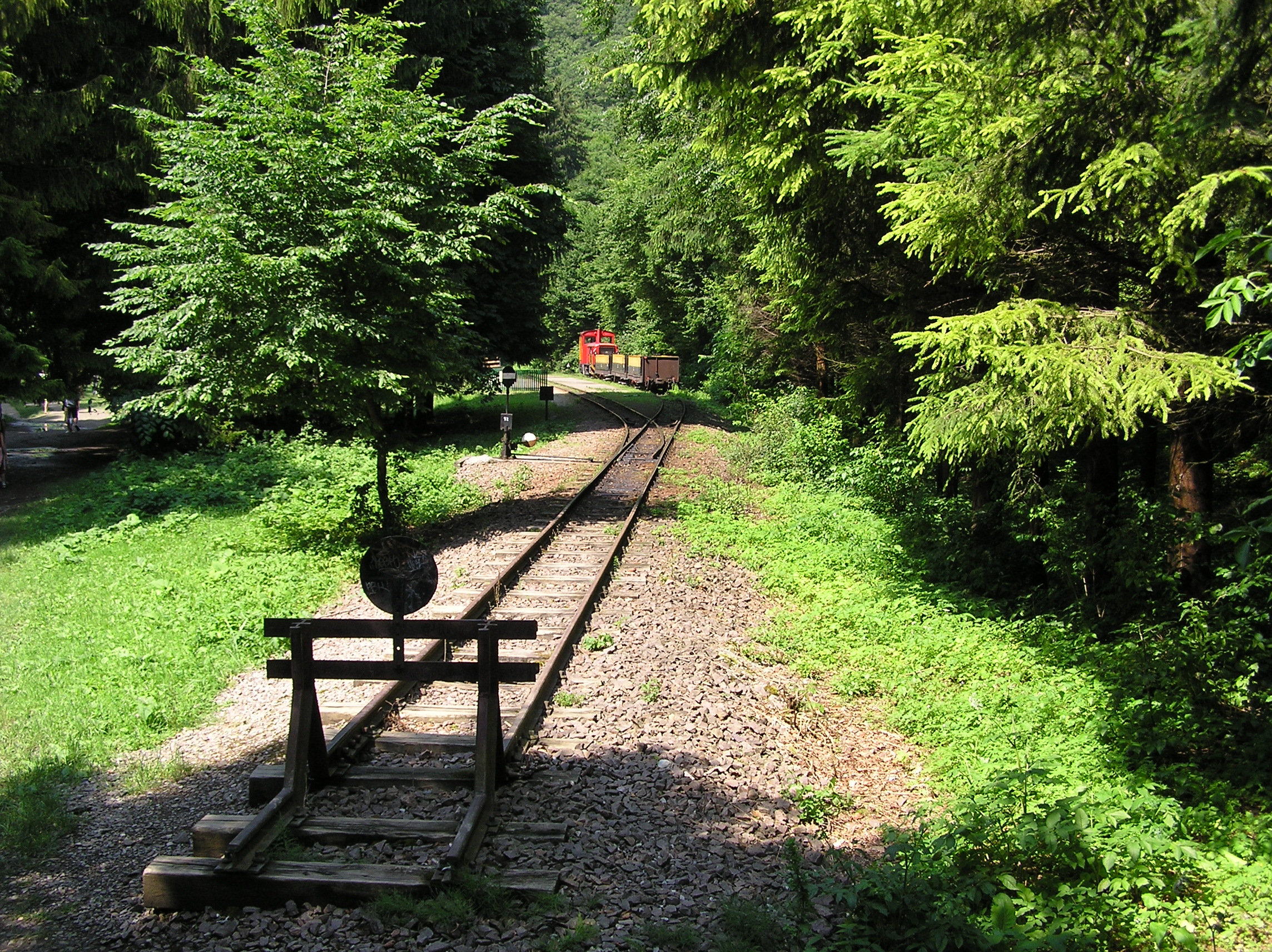
Fátyolvízesés végállomás - ütköző bak

Szalajka-Fátyolvízesés kétvágányos végállomása a kisvasútnak, ahol a közeli fabódéban van mód jegyvásárlásra. A vasút a közeli duzzasztott tó mögött haladt tovább a Mária-bánya irányába. Az 1990-es években sorra merültek fel tervek arról, hogy ezt a vonalszakaszt újraépítsék, és ezzel meghosszabbítsák a 4,5 kilométeres szakaszt, amely jelenleg kerékpáros túraútvonal a Horotna-völgy irányába. A Szalajka-Fátyolvízesés állomáson a hazai kisvasutaknál elsőként szereltek fel mozgássérültek leszállását megkönnyítő fa állványzatot, amely a vasút utascentrikusságának egy ékes példája.

Szalajka-Lovaspálya megállóhelyet, amely korábban kétvágányos, esőbeállóval rendelkező megálló volt 2006-ban a terület rendezése miatt részben felszámolták. Ma egy csonkavágány fut ki az egykori megálló helyére, de a vonatok menetrend szerint nem jönnek ki idáig. 

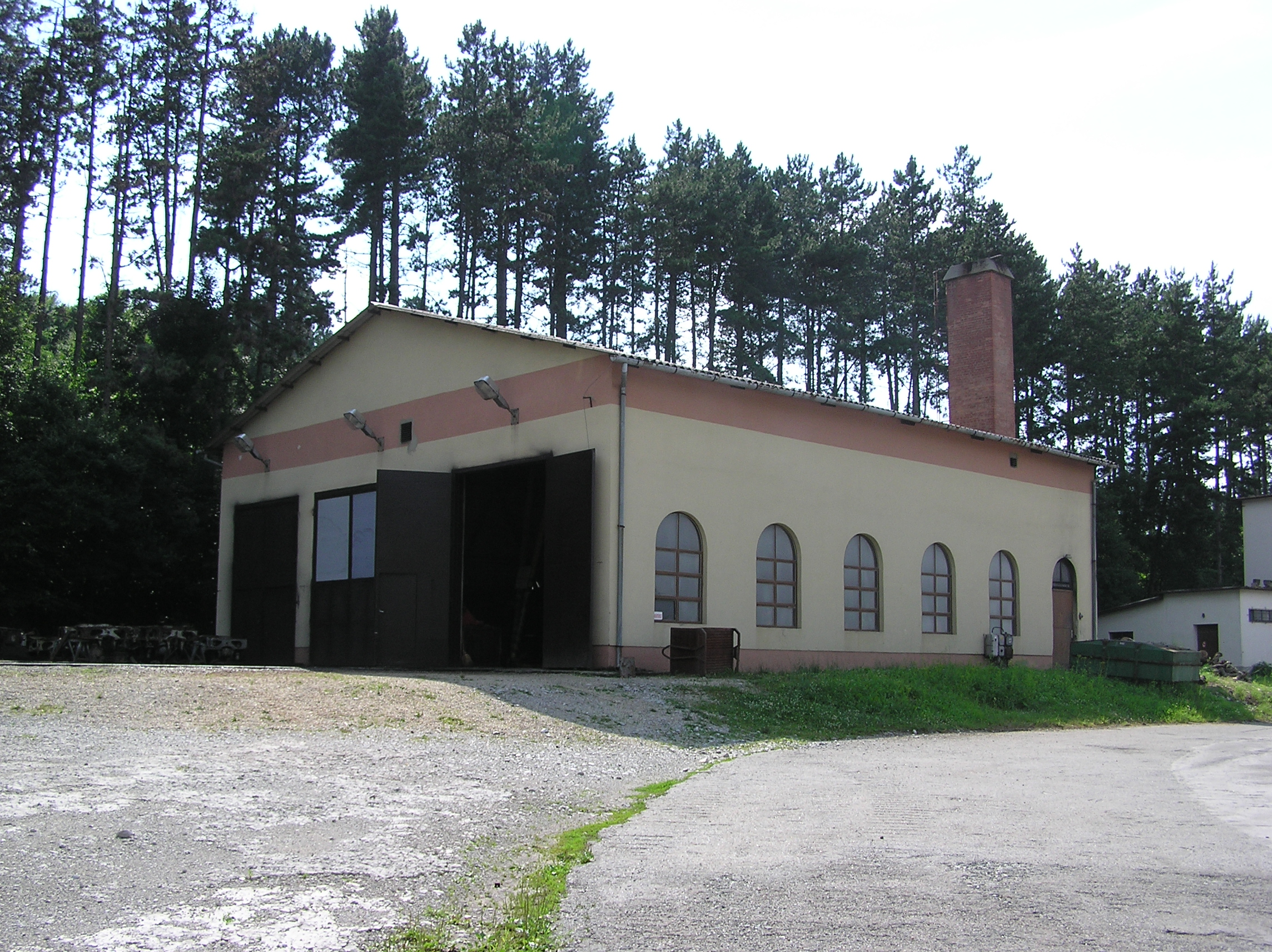
A Szilvásváradi Erdei Vasút fűtőháza

 A megálló azért is elvesztette jelentőségét, mert a MÁV iparvágánya, amely különvonatok fogadására is alkalmas volt, szintén felszedésre került, így már nem jelent átszállási lehetőséget a kisvasútra. A Szalajka-Lovaspálya megállóhely korábbi arcát egy a kilencvenes évek végén készült képeslap őrzi, amelyen épp itt van lefotózva egy Mk48-as mozdony.
A Fűtőház állomás a Szalajka-Fatelep állomással egy vonalban található, a nyílt pályára telepített kitérővel érhető el a völgyből egy vágányon. A Fűtőház három vágányos üzemi terület, ahol a mozdonyok tároló és szervizelő helye található. A Fűtőház épületébe három Mk48-as mozdony, vagy két Mk48, a Szilvi névre hallgató 394,057-es pályaszámú gőzös és az L–60 típusú dízelmozdony fér el, azaz egyszerre nem képes az összes mozdonyt befogadni az Mk48 411 átállomásítása óta. A Fűtőházban két méter mély szerelőakna található, ahonnan a mozdonyokat kényelmesen tudják szerelni. A nosztalgiavonatokat továbbító Szilvi vízvételezését is ez a létesítmény biztosítja, illetőleg ennek udvarán található az Mk48 2004 pályaszámú dízelmozdony romja.

## Képgaléria

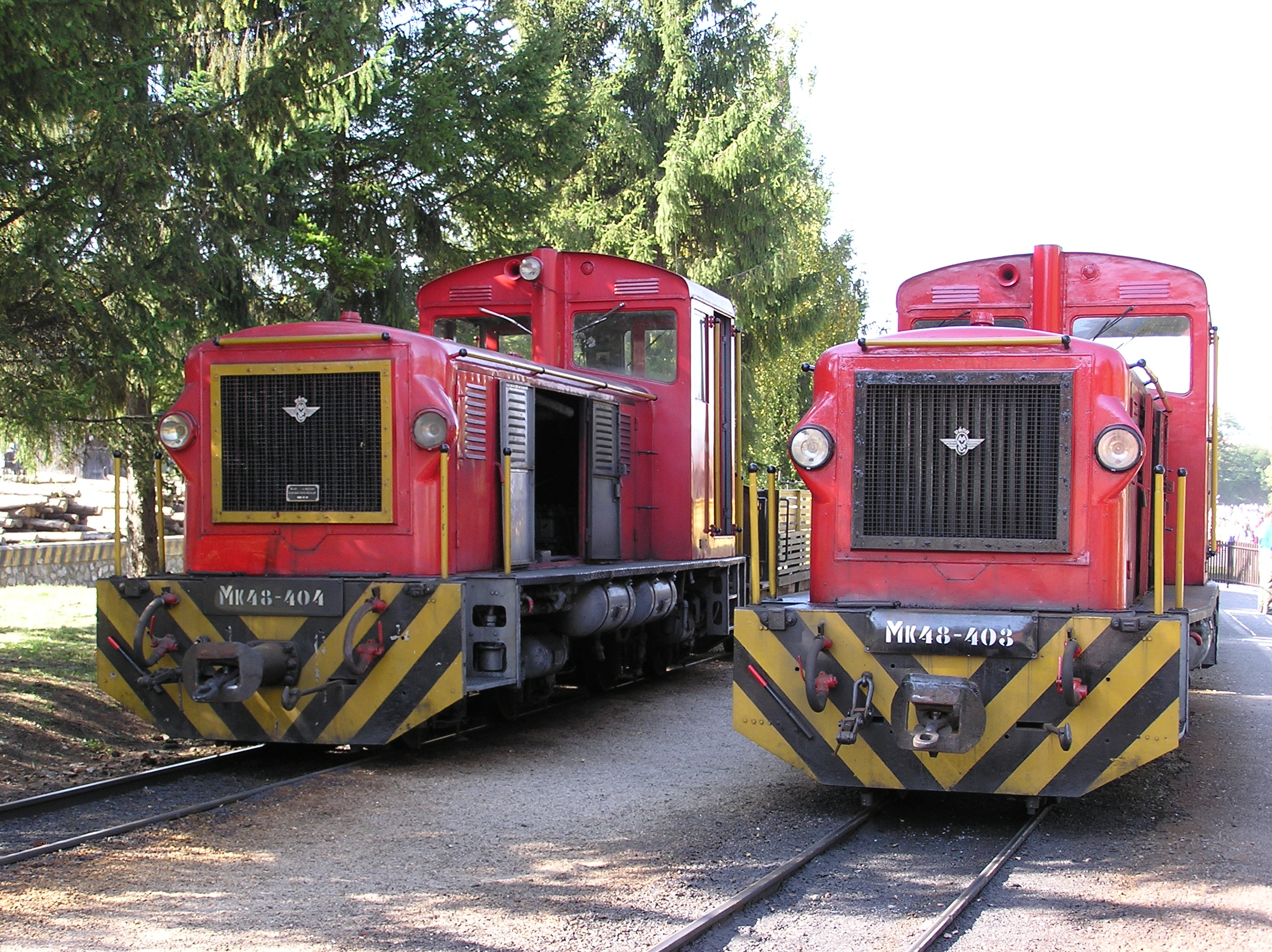
A két nagy öreg: Mk48 404 (2037) és Mk48 403 (2007) a Szalajka-Fatelep állomáson
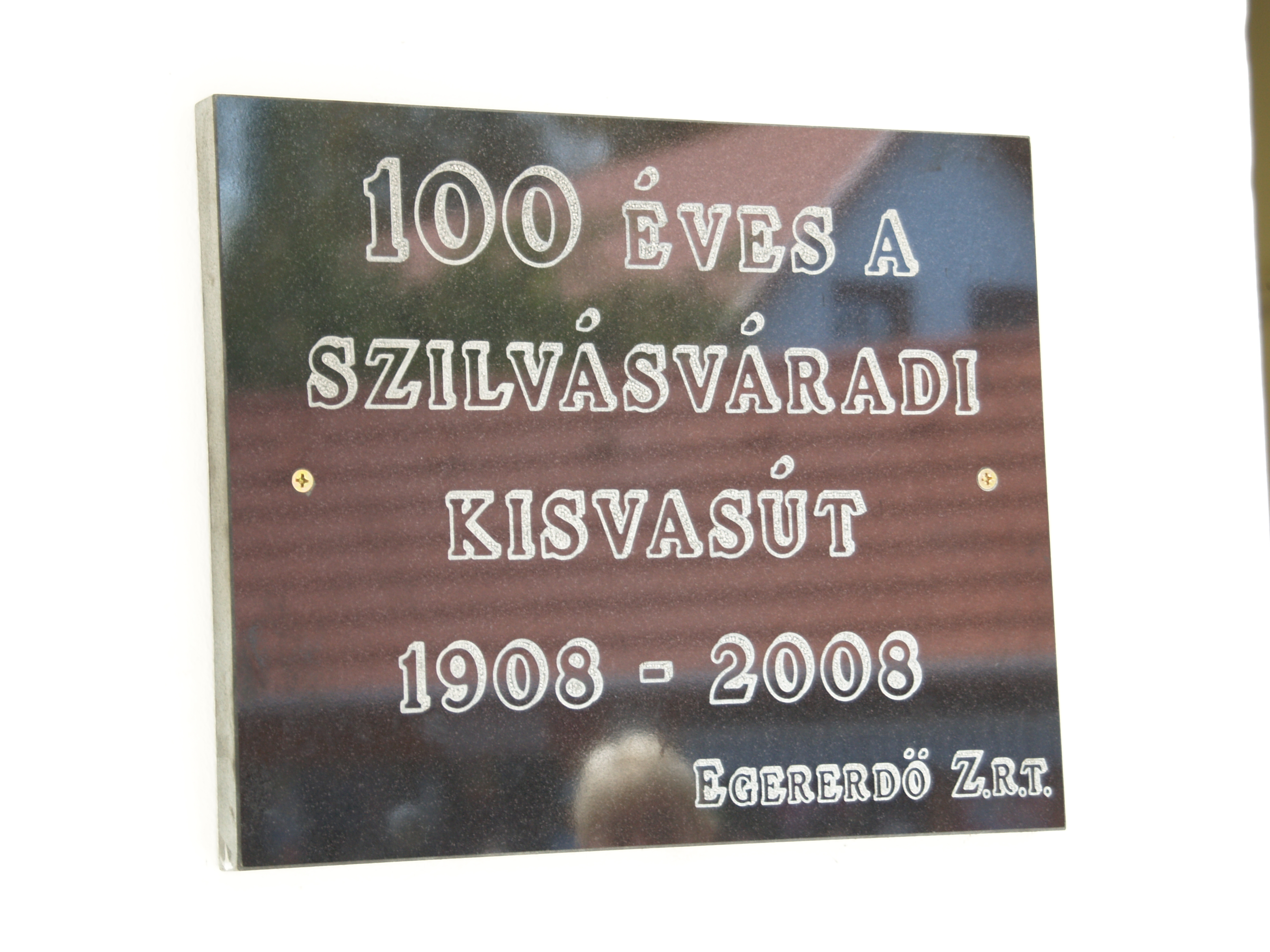
A kisvasút 100 éves fennállásának évfordulójára avatott márvány emléktábla a Fatelep állomás falán
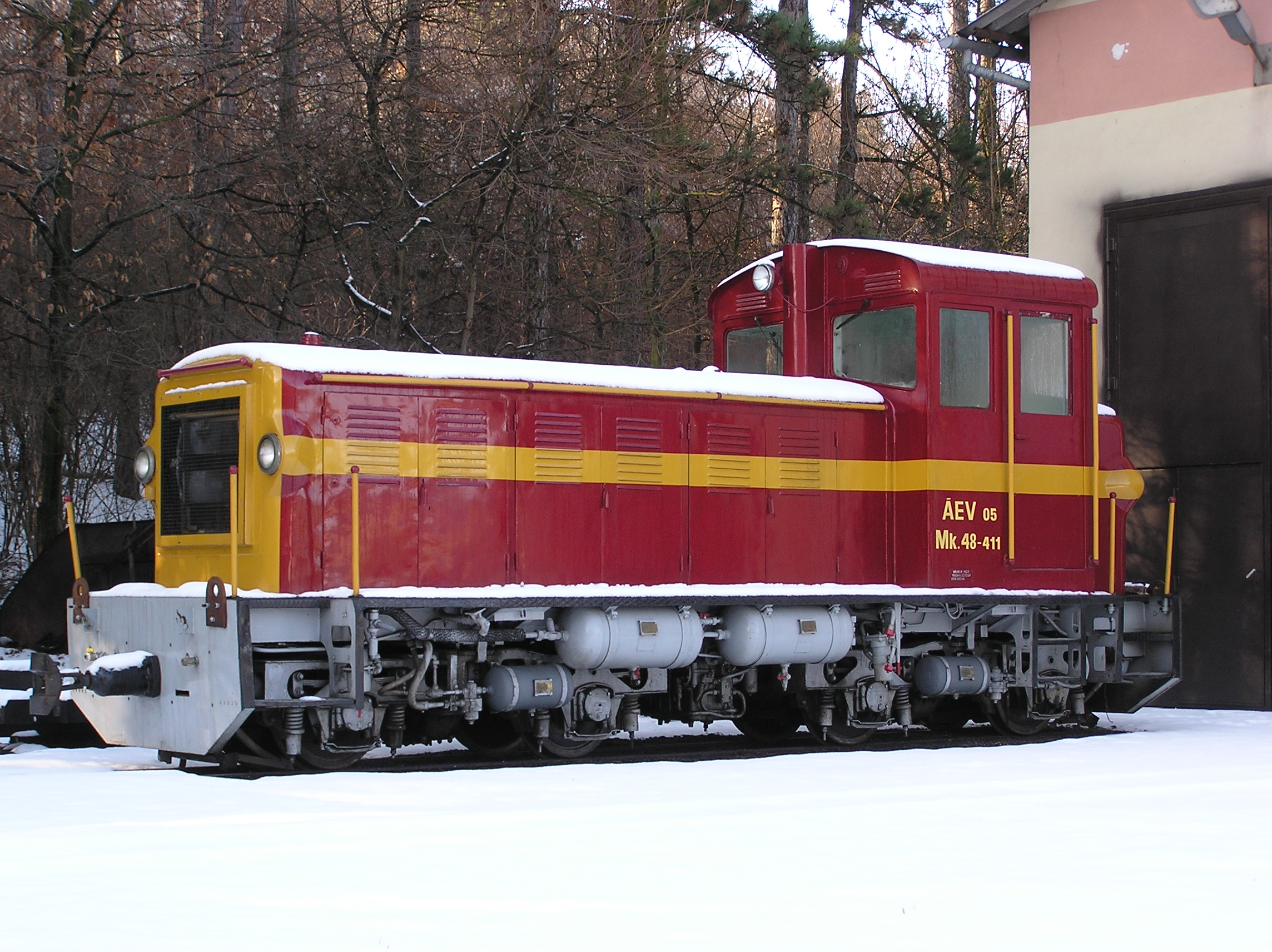
Mk48 411 még a Mátravasút színeiben áll sérülten a Fűtőház előtt
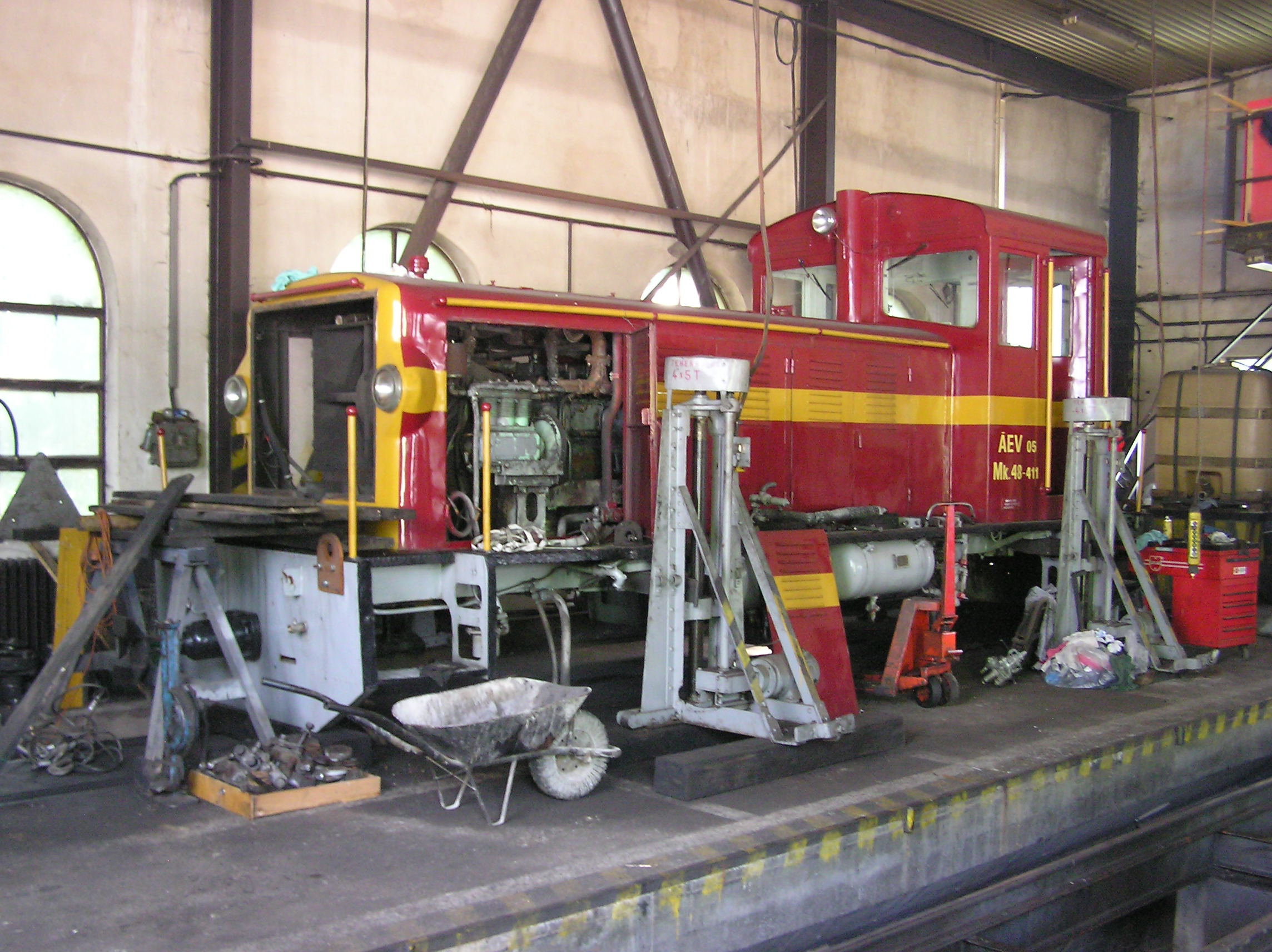
MK48 411 még zsámolyok nélkül várja az új fütőműveket
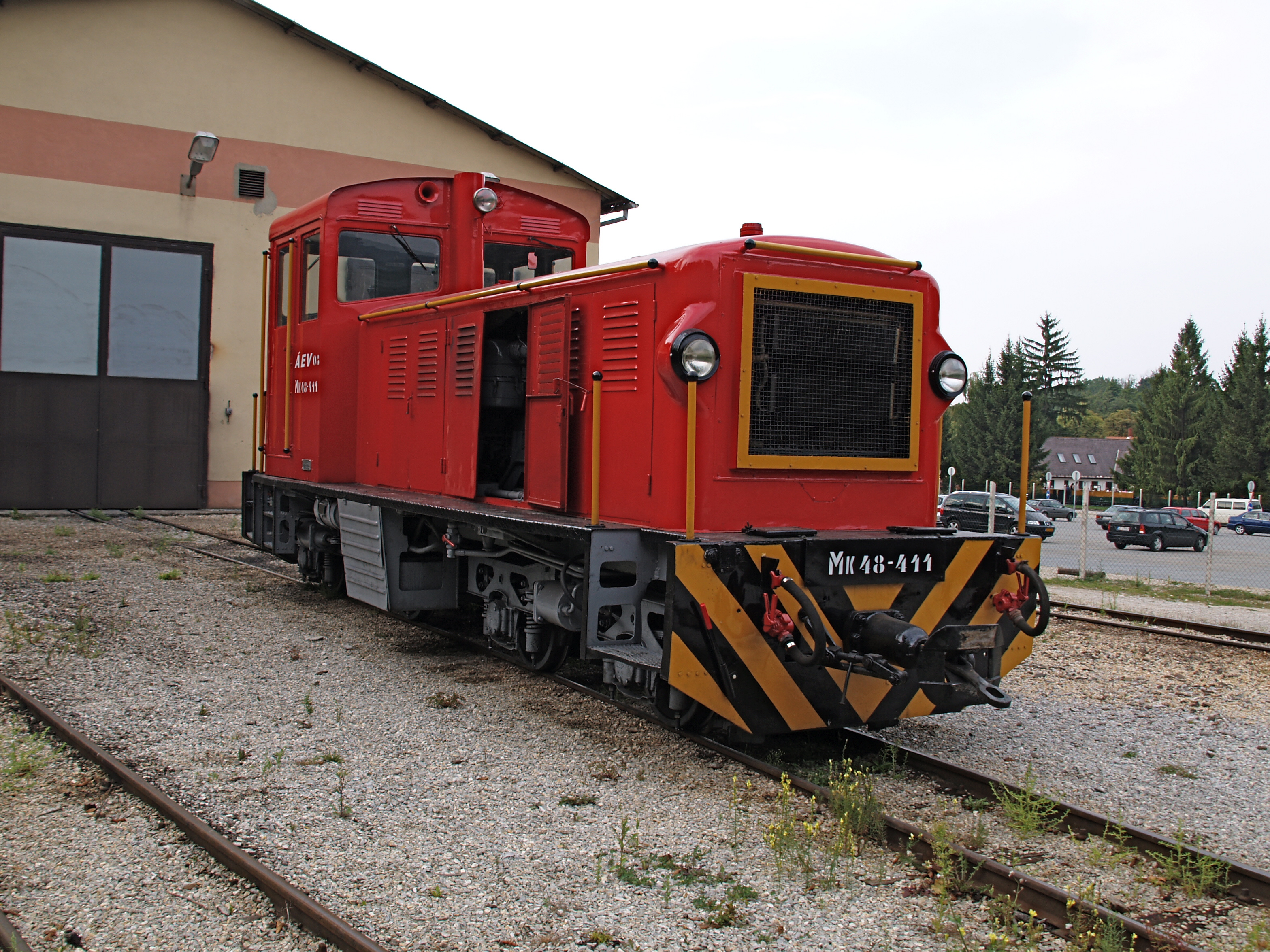
Az újjászületett Mk48 411 a Fűtőház előtt szárad
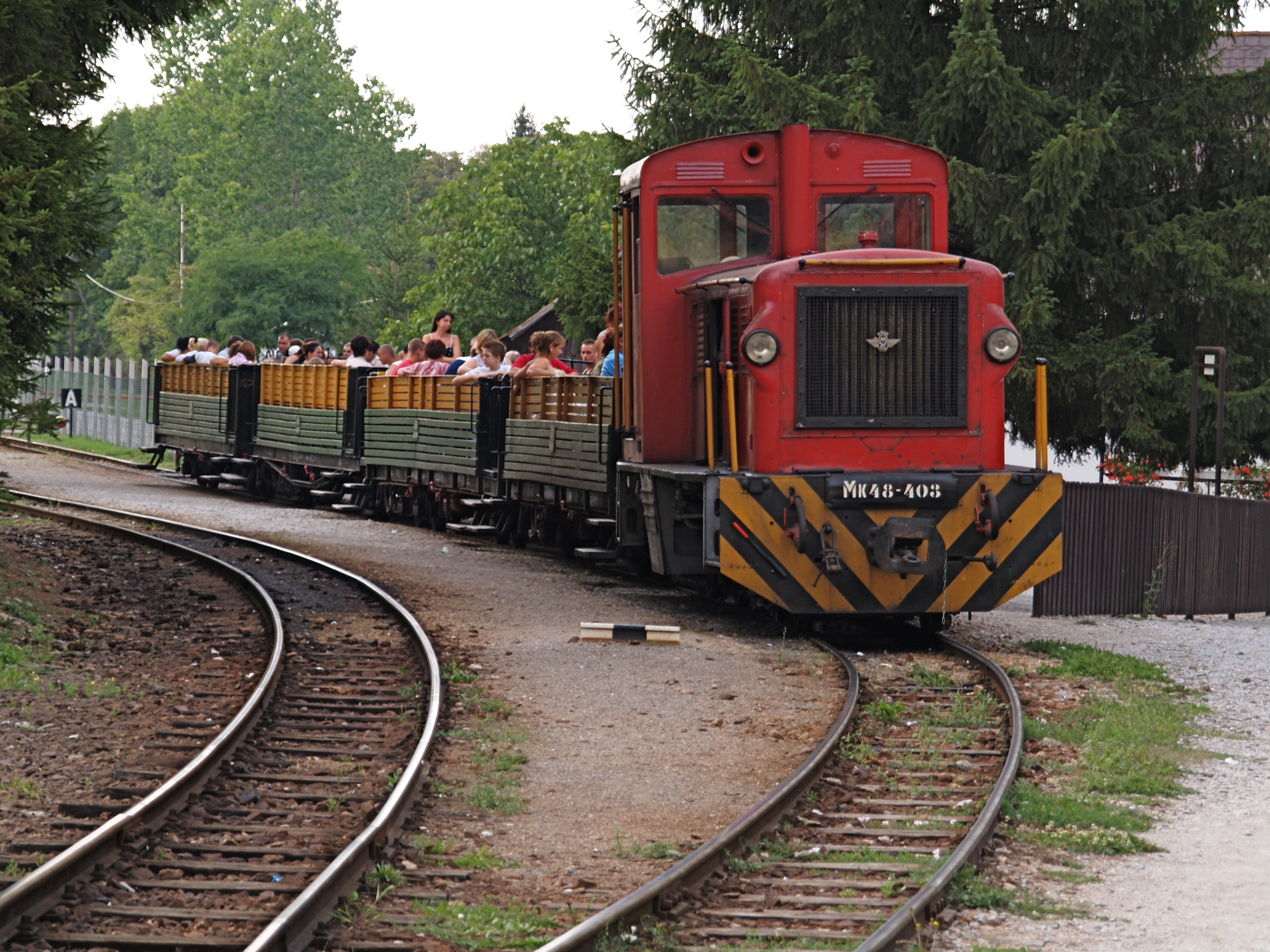
Mk48 403 Szalajka-Fatelep állomáson teli személyvonattal indulás előtt
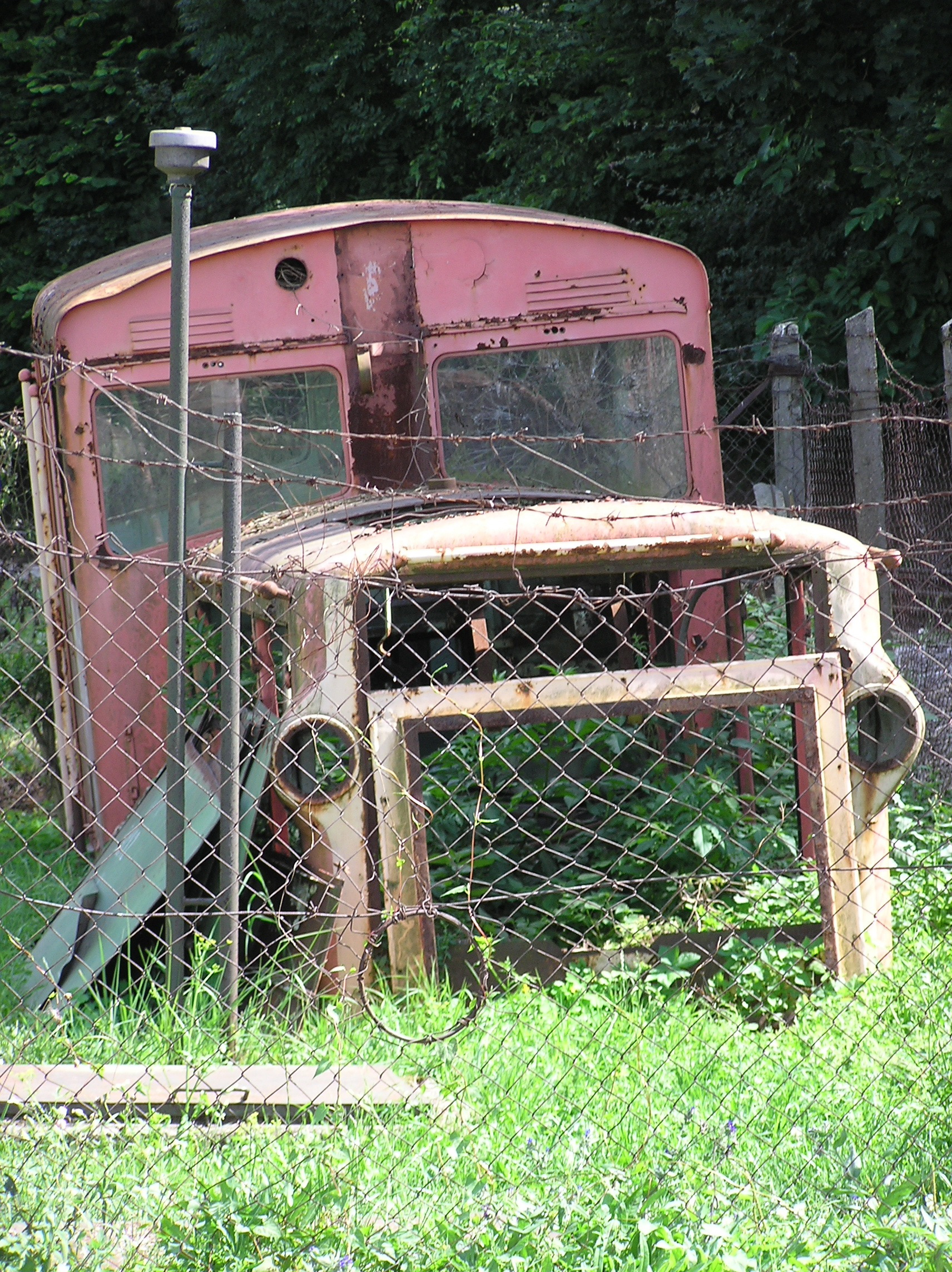
Az Mk48 2004-es pályaszámú egykori dízelmozdony romjai a Fűtőház udvarán
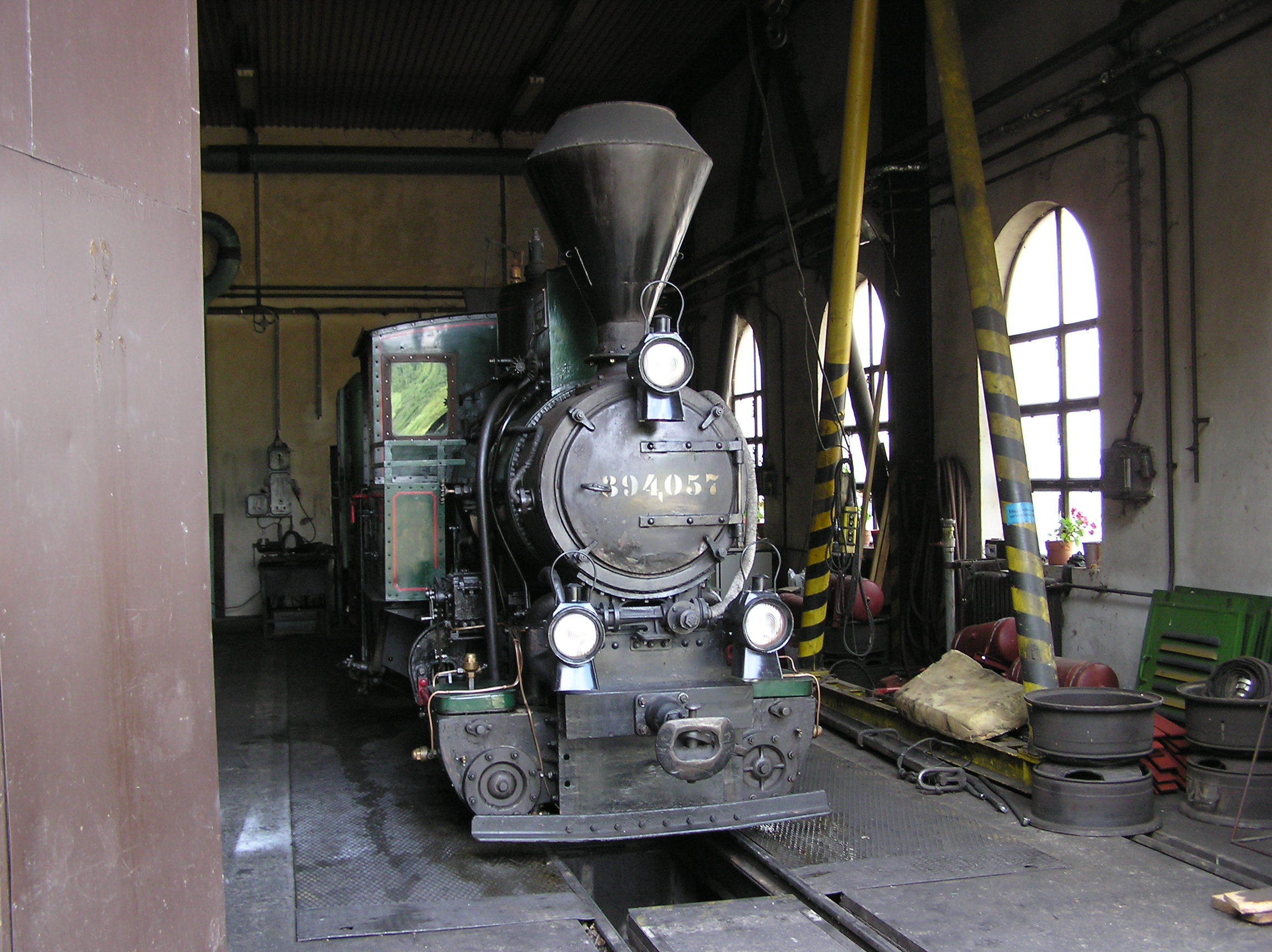
A 394,057 "Szilvi" nevű gőzmozdony a Fűtőházban
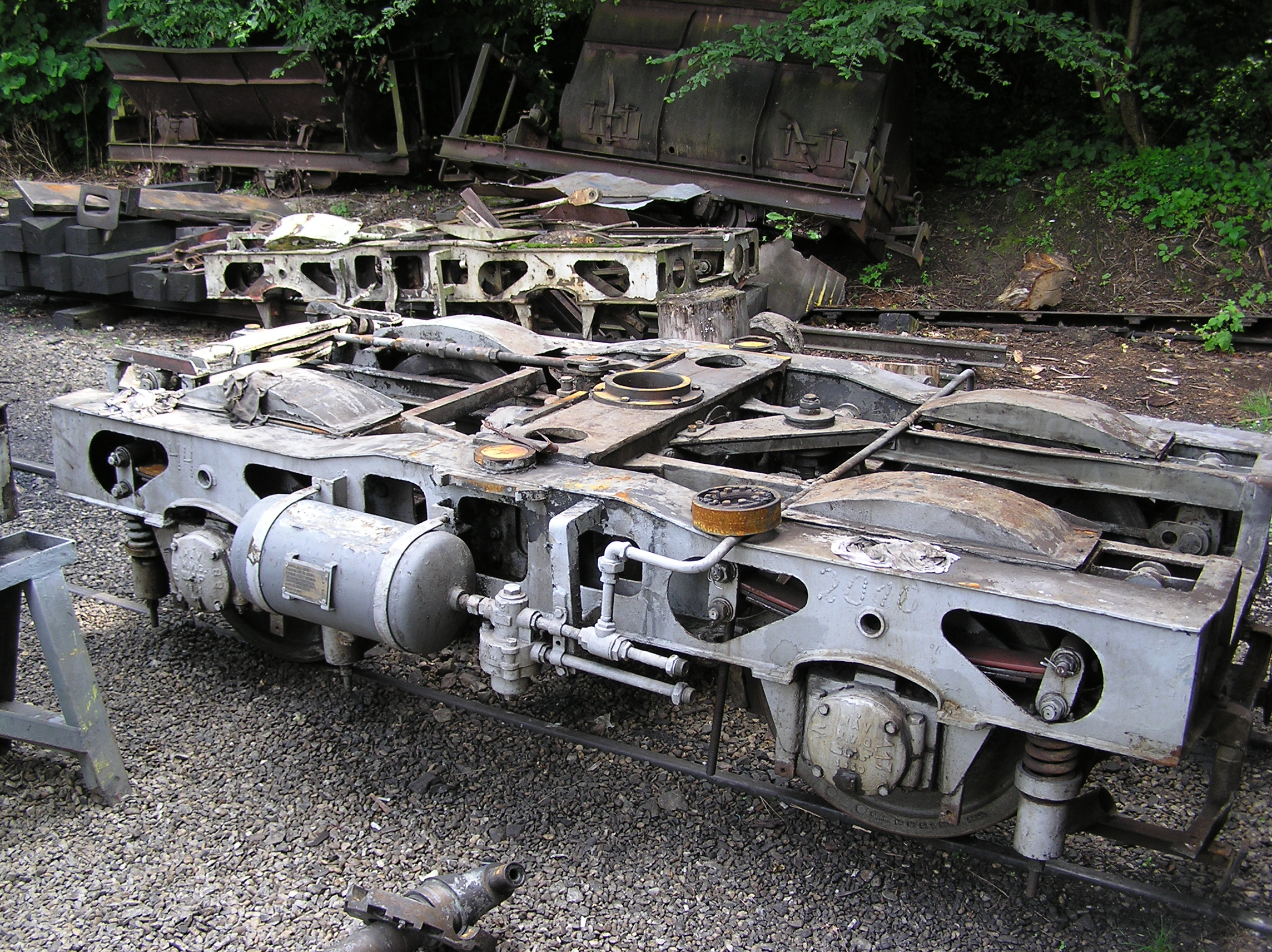
Mk48 dízelmozdony forgózsámolyai a Fűtőház udvarán (Mk48 2005 és Mk48 2004 darabjai)
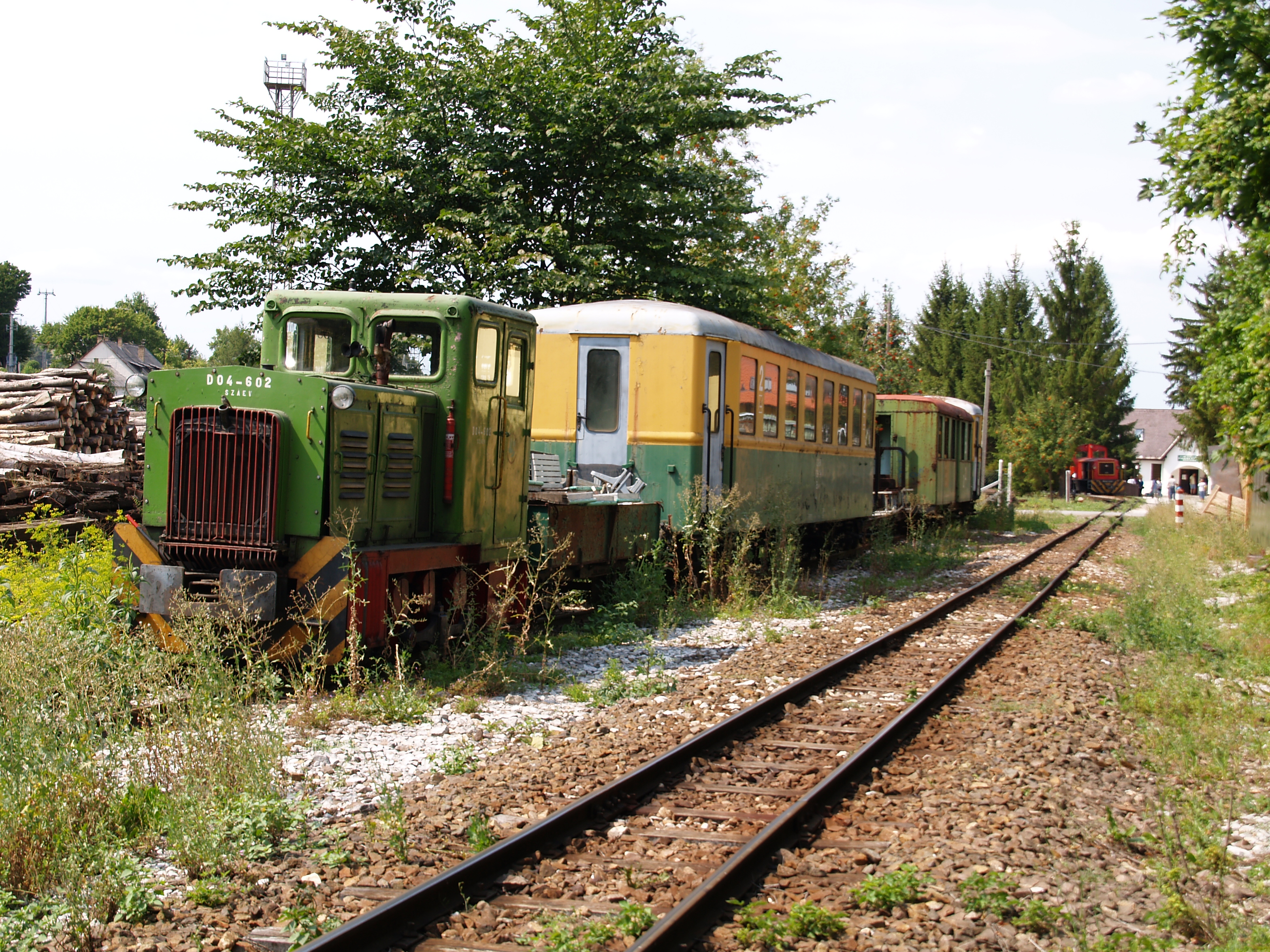
LOWA Ost-Deutschland mozdonyritkaság a parajosban (2008-ban felújításra került)
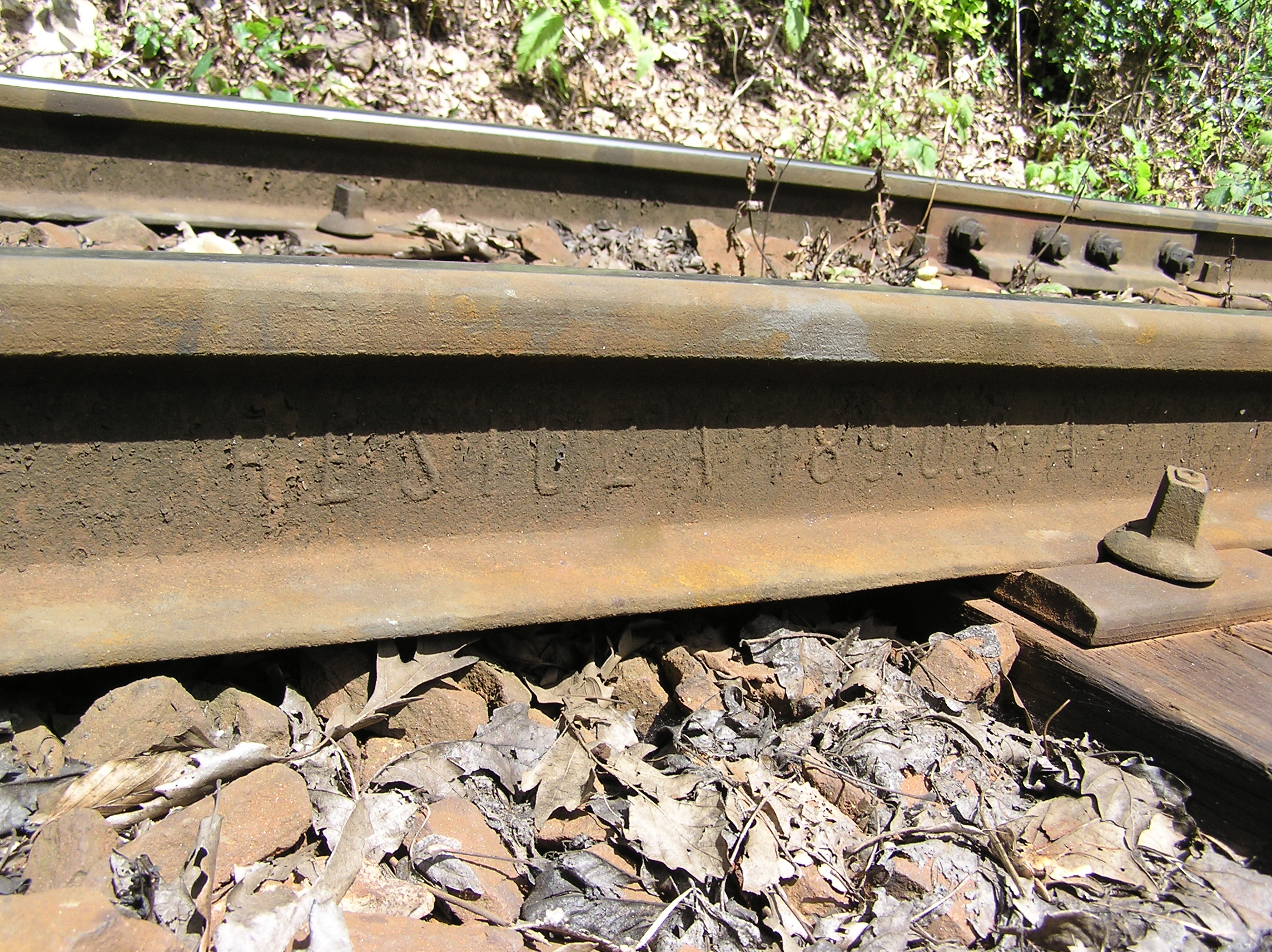
Sínek 1890-ből Resiczabányáról a Szilvásváradi Erdei Vasút vonalában
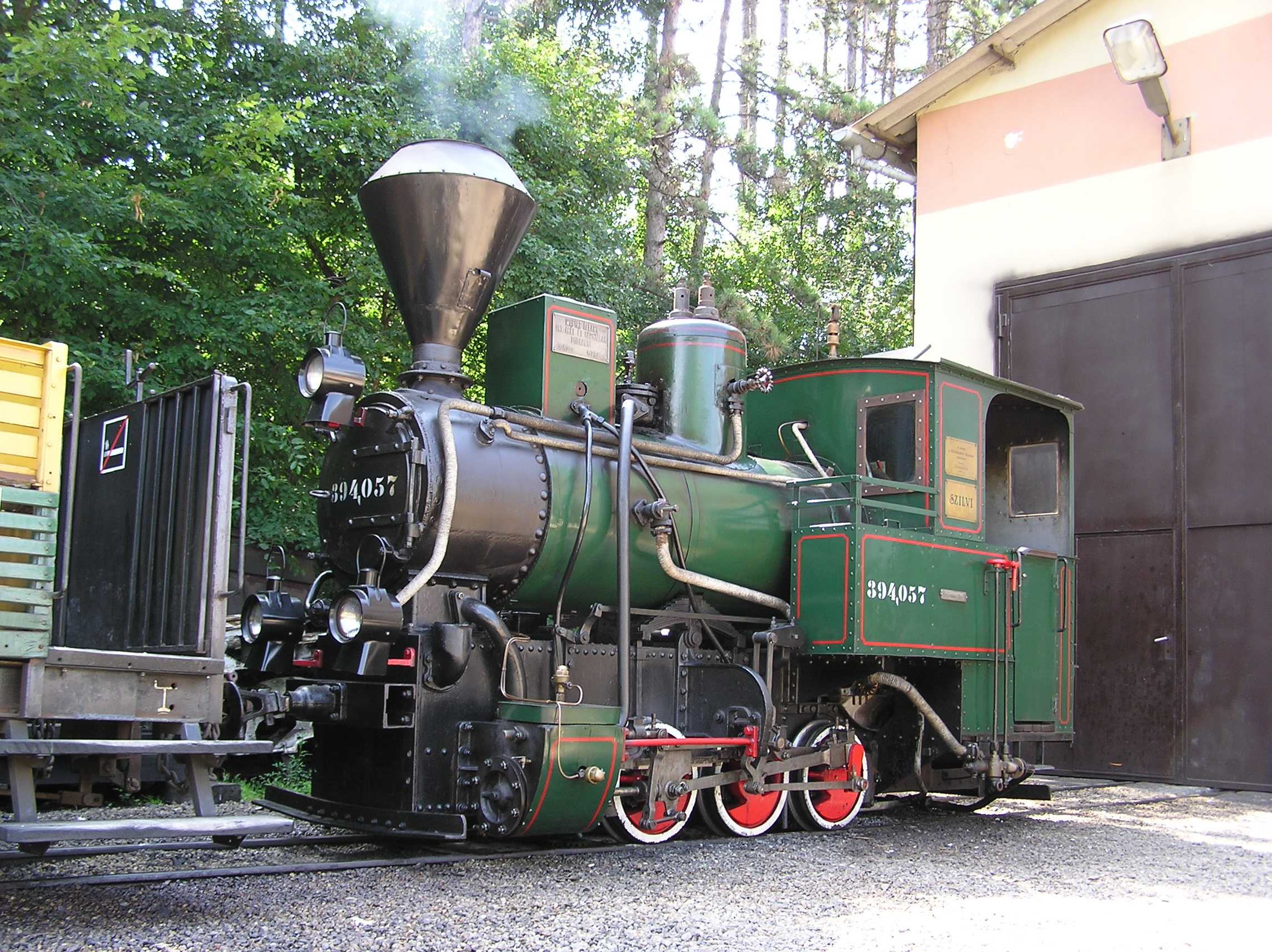
Szilvi, a 394,057 pályaszámú gőzös vízvételezés után a Fűtőház udvarán
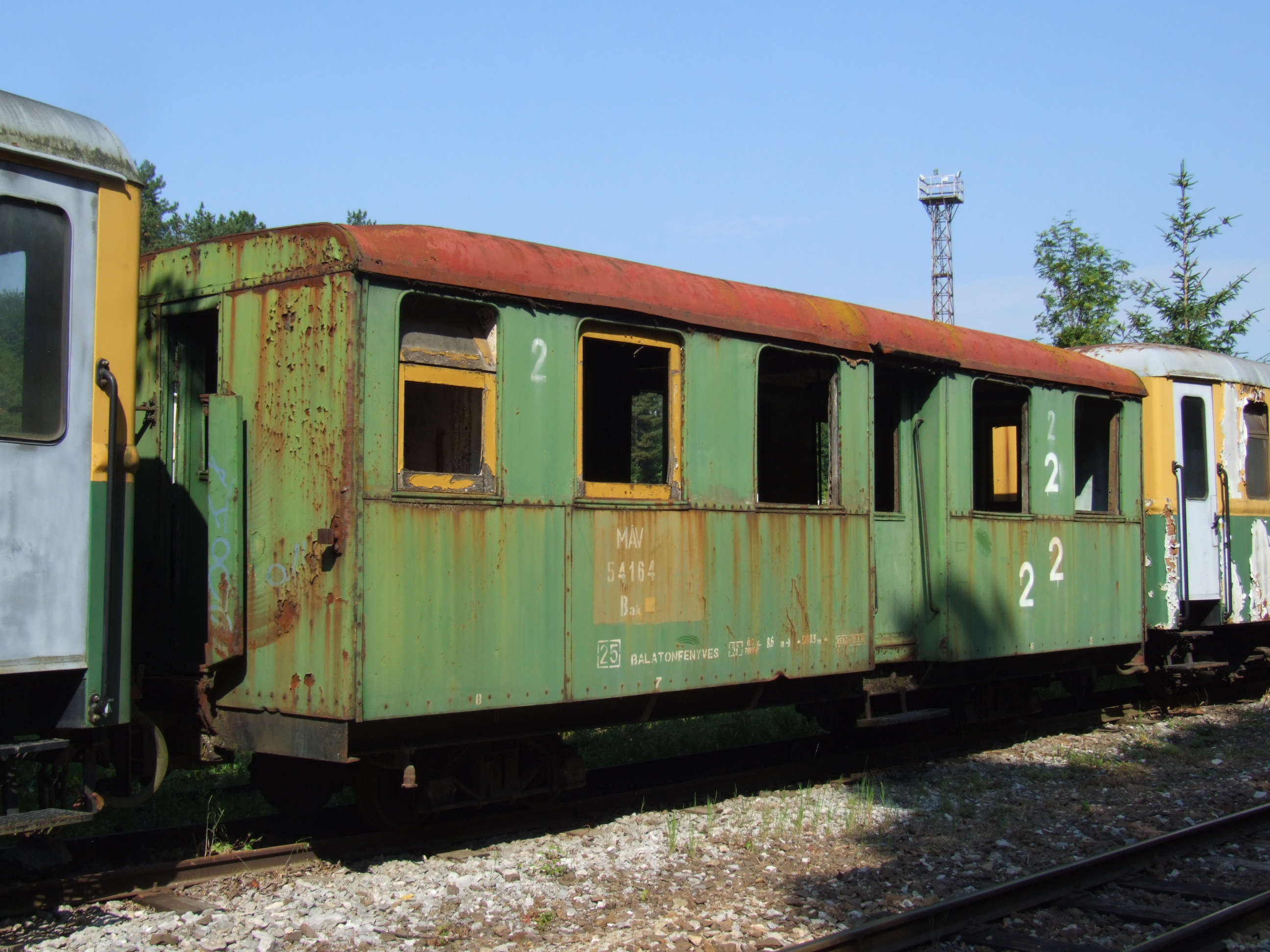
Bak kocsi Bax kocsik között
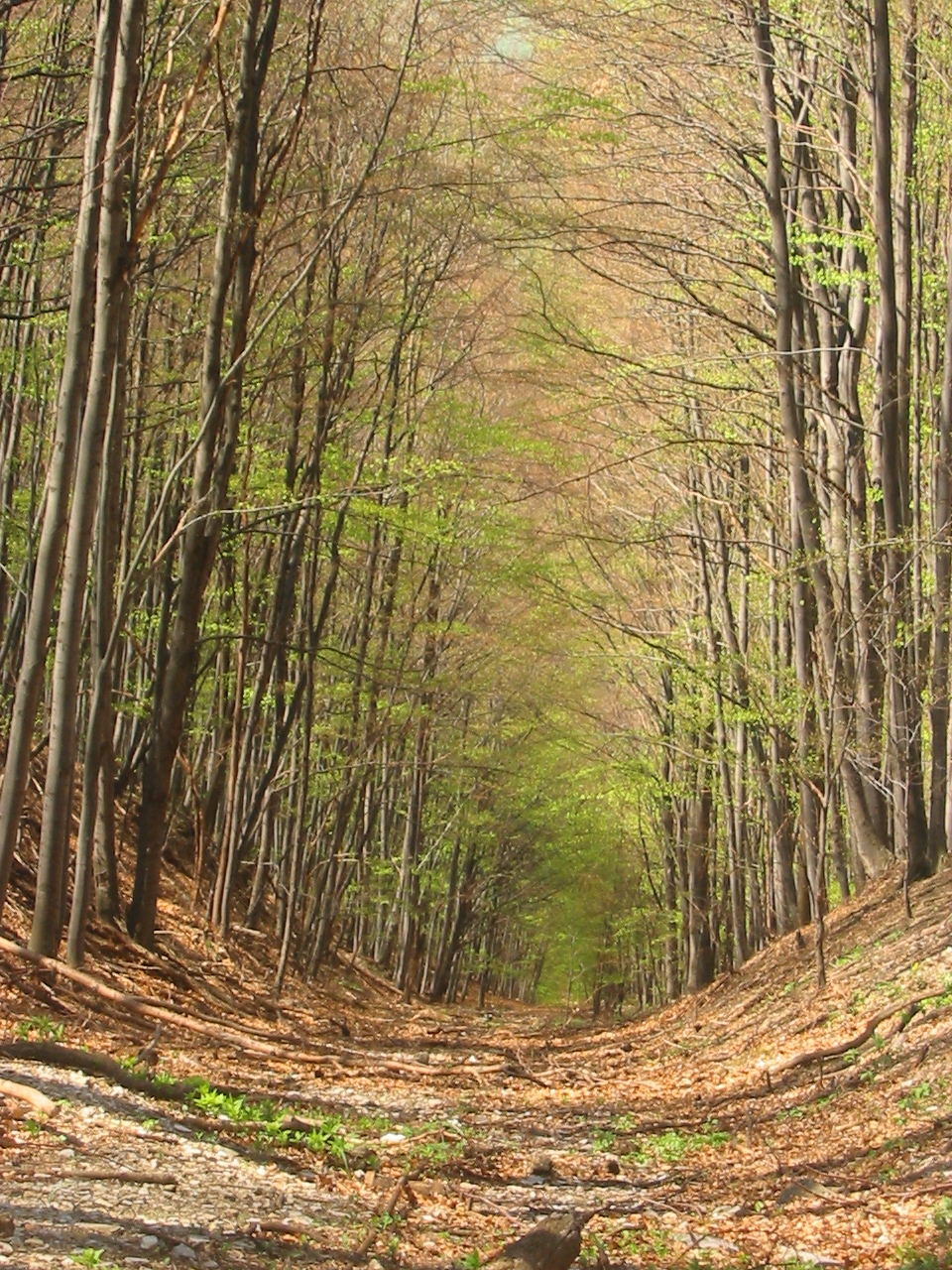
Az egykori siklópálya helye a Bükkben a szilvásváradi kisvasút alsó és felső szakasza között

## Nevezetességek a vasút környékén
- Fátyol-vízesés
- Kárpátok őre
- Ősemberbarlang
- Erdei Szabadtéri Múzeum
- Erdészeti Múzeum
- Éleskővár